# Parque Nacional Lanín
Parque Nacional Lanín är en nationalpark i Argentina.   Den ligger i provinsen Neuquén, i den sydvästra delen av landet, 1 300 km väster om huvudstaden Buenos Aires. Parque Nacional Lanín ligger 1 595 meter över havet.
Terrängen runt Parque Nacional Lanín är kuperad åt sydost, men åt nordväst är den bergig. Runt Parque Nacional Lanín är det mycket glesbefolkat, med 3 invånare per kvadratkilometer.. 
Trakten runt Parque Nacional Lanín består i huvudsak av gräsmarker.